# Караванський Олег Іванович
Оле́г Іва́нович Карава́нський (нар. 1 жовтня 1947, с. Красівка Тернопільського району Тернопільської області) — український менеджер, громадський діяч, меценат, академік Академії соціального управління. Депутат Тернопільської обласної ради (1990, 1994, 1998, 2002, 2006). Член Української спілки промисловців і підприємців, Міжреспубліканської асоціації ділового та науково-технічного співробітництва газових господарств.

## Життєпис
Олег Караванський народився 1 жовтня 1947 року в селі Красівці, нині Великогаївської громади Тернопільського району Тернопільської области України.
Закінчив Тернопільську філію Львівського політехнічного інституту (1975, нині Тернопільський національний технічний університет), Львівський політехнічний інститут (1985, нині національний університет «Львівська політехніка»).
У 1966—1969 роках проходив службу в армії. Працював слюсарем-сантехніком Тернопільського заводу безалкогольних напоїв (1969—1970). Від 1970 — в об'єднанні «Тернопільгаз»: слюсар, майстер, старший інженер; від 1976 — заступник начальника, від 1987 — начальник об'єднання «Тернопільгаз»; від 1994 донині — голова правління ВАТ «Тернопільгаз». 1999—2000 — перший заступник голови Тернопільської ОДА.
За час керівництва Олега Караванського газифіковано понад 600 населених пунктів області. Він опікується дітьми-сиротами, сприяє проведенню щорічного благодійного марафону «З турботою про дитину» та інших заходів.

## Нагороди
- орден «За заслуги» I ступеня (2009) — за значні  особисті заслуги у зміцненні енергетичного потенціалу Української держави, високий професіоналізм та з нагоди Дня   працівників нафтової, газової та нафтопереробної промисловості[1].
- орден «За заслуги» II ступеня (2007) — за вагомий особистий внесок у розвиток місцевого самоврядування, багаторічну сумлінну працю і високий професіоналізм[2].
- орден «За заслуги» III ступеня (2003) — за вагомі трудові здобутки, значний особистий внесок у розвиток нафтової та газової промисловості[3].
- заслужений працівник промисловості України (1999) — за значний  особистий внесок у розвиток нафтогазового комплексу, вагомі досягнення в праці[4].
- відзнака Тернопільської міської ради I ступеня (2008)[5].
- лауреат конкурсу «Людина року-2003» (Тернопільщина)[6].
- переможець акції «Галицький лицар — 2003» у номінації «Меценат року».